# Битка код Лајпцига
Битка код Лајпцига или Битка народа (16. октобар — 19. октобар 1813) представљала је битку у којој је Наполеон доживео најодлучнији пораз у Наполеоновим ратовима. Битка народа одвијала се на немачком тлу и укључивала је немачку војску на обе стране. Велики део Наполеонове војске долазио је од Рајнске конфедерације. Сматра се највећом битком пре Првог светског рата, јер је у бици учествовало преко 500.000 војника. После те битке Наполеон је био присиљен да се повуче у Француску.

## Увод
После Наполеоновог катастрофалног похода у Русији и његових пораза у рату у Шпанији, створена је нова коалиција против Наполеона. Шеста коалиција је обухватала Велику Британију, Русију, Шпанију, Португал, Пруску, Аустрију, Шведску и неке мање немачке државице. Коалиција је могла укупно да скупи преко милион војника. До битке код Лајпцига укупне савезничке снаге источно од Рајне биле су преко милион војника. Наполеон је имао само неколико стотина хиљада војника.
Наполеон је учвршћивао присутност у Немачкој побеђујући у две тешке битке, у бици код Лицена 2. маја 1813. и бици код Бауцена 20.-21. маја 1813. У обе битке Наполеон је победио руско-пруску војску. Обе победе довеле су до кратког примирја. Коалициона војска је била под командом Гебхарда фон Блихера, престолонаследника Карла XIV од Шведске и Карла фон Шварценберга. Каолицијске снаге су следиле стратегију зацртану трахенбуршким планом, по коме треба избегавати сукоб са Наполеоном, а тражити сукобе са његовим маршалима. На тај начин су победили код Гросберена, Кулма, Кацбаха и Деневица.
Маршал Никола Удино није успео да освоји Берлин са војском од 120.000 војника, па је Наполеон био принуђен да се повуче западно због опасности са севера. Прешао је Лабу крајем септембра и организовао је своје снаге око Лајпцига да би заштитио линије снабдевања и да се сретне са савезницима. Наполеон је распоредио војску око Лајпцига, али концентрисао је снаге од Тауха до Штетерица, где је поставио и команду. Пруси су наступали од Вартенбурга, Аустријанци и Руси од Дрездена, а Швеђани са севера. Укупно Наполеон је имао 190.000 војника на располагању, а савезници су имали 330.000 војника. Обе стране су имале значајну артиљерију. Укупно је било преко 2.500 комада артиљеријског оружја на бојном пољу.

## Битка
Битка је започела 16. октобра 1813. нападом 78.000 савезничких војника са југа и 54.000 са севера. Наполеон је већину своје војске држао према југу. Савезничка офанзива је постигла јако мало и убрзо су били враћени на полазне положаје. Међутим бројчано слабија Наполеонова војска није могла да пробије савезничке линије, тако да се то претворило у тешку битку, у којој ниједан страна не остварује битну предност.
Следећега дана војске су учествовале само у мањим обрачунима. За то време стизало је појачање и војска се организовала. Французима је стигло само 14.000 додатних војника, а савезницима 145.000 нових војника, па је то јако ојачало савезничку војску. Савезници су 18. октобра започели општи напад са свих страна. За време девет сати тешке борбе обе стране су имале велики број жртава. Само је храброст француске војске спасила Французе од пробоја њихове линије. Французи су лагано били потискивани према Лајпцигу. Наполеон је схватио да је изгубио битку, па је ноћу 18. на 19. октобар почео да повлачи већину војске преко реке Елстер. Повлачење се добро одвијало све док није случајно срушен једини мост почетком поподнева. Француска заштитница је тако остала у опасности да је ухвате савезници или да се удаве у реци покушавајући је препливати.

## Последице
Укупне жртве нису познате, али процене се крећу од 80.000 до 110.000 убијених или рањених на обе стране. Међу жртвама је био и француски маршал, Пољак Јозеф Поњатовски.
Наполеон је после битке био присиљен да се са својом војском повуче у Француску.
Битком код Лајпцига немачке државе су биле ослобођене и окончано је присуство Наполеонове војске источно од Рајне. У Француској се Наполеон борио у низу битака против савезника, који су наступали према Паризу. Наполеон није више могао да скупи више од 70.000 војника против преко пола милиона савезника. Савезници су 30. марта 1814. ушли у Париз. Наполеон је абдицирао 6. априла 1814. Изгнан је био на Елбу, а у Француској је на власт поново дошла Бурбонска династија.